# Semboyo
Semboyo is een dorp in het district North-West in Botswana. De plaats telt 412 inwoners (2011).